# Fritz Werner (Tubist)
Fritz Werner (* 1. August 1876 in Reinsdorf bei Eckartsberga; † 9. März 1944 in Roßla) war ein deutscher Tubist, Militär- und Kammermusiker.

## Leben
Fritz Werner diente zur Zeit des Deutschen Kaiserreichs in Gießen im dortigen 116. Regiment, bevor er zum 1. August 1904 in Hannover am dortigen Hoftheater als Tubist die Nachfolge von Friedrich Wöbbeking antritt. Schon im Folgejahr wurde Werner am 1. April 1905 zum Königlich (preußischen) Kammermusiker ernannt und war damit seinerzeit Beamter des mittleren Dienstes.
Fritz Werner ging zum 1. Juli 1938 in den Ruhestand. Er starb 1944 in Roßla nahe dem Kyffhäusergebirge.